# Беркет (Индијана)
Беркет (енгл. Burket) град је у америчкој савезној држави Индијана.

## Демографија
По попису из 2010. године број становника је 195, што је 0 (0,0%) становника више него 2000. године.
| Група             | 2000.       | 2010.       |
| Белци             | 191 (97,9%) | 187 (95,9%) |
| Афроамериканци    | 0 (0,0%)    | 0 (0,0%)    |
| Азијати           | 0 (0,0%)    | 0 (0,0%)    |
| Хиспаноамериканци | 3 (1,5%)    | 7 (3,6%)    |
| Укупно            | 195         | 195         |